# بنيامين فون بلوك
بنيامين فون بلوك (بالألمانية: Benjamin von Block)‏ هو رسام ألماني، ولد في 1631 في لوبيك في ألمانيا، وتوفي في 1690 في ريغنسبورغ في ألمانيا.